# Larrabee
Larrabee (Intel Larrabee) — кодовое обозначение проекта по разработке новой архитектуры Intel Many Integrated Core (Intel MIC) для микропроцессоров американской компании Intel.
Изначально данные чипы создавались как новое, ранее не встречавшееся решение, которое заменит собой линейку графических процессоров Intel GMA. Чип Intel Larrabee проектировался как сочетание центрального и графического процессоров, наподобие AMD Fusion. Предполагалось, что видеокарты, основанные на чипах Larrabee, будут конкурировать с решениями nVidia GeForce и AMD Radeon. Также предполагалось, что чипы Larrabee будут конкурировать на рынках GPGPU и высокопроизводительных вычислений.
Первоначально компания Intel планировала получить инженерные образцы чипов Larrabee в конце 2008 года, а первые продукты на базе этого чипа предположительно должны были выйти в конце 2009 или начале 2010 года. Однако дата выпуска продукта была перенесена на неопределённый срок.
В июне 2011 года стало известно, что направление проекта Larrabee было изменено — все наработки и технологии данного проекта компания Intel использовала в разрабатываемой новой архитектуре Intel Many Integrated Core (Intel MIC), приведшую к созданию серии сопроцессоров Xeon Phi: Knights Ferry, Knights Corner, Knights Landing и Knights Mill.
Микропроцессоры на основе архитектуры Intel MIC получат более 50 микро-ядер x86 и начнут производиться в 2012 году с соблюдением 22-нм техпроцесса. Эти микропроцессоры не могут быть использованы в качестве центрального процессора, но из нескольких чипов этой архитектуры будут строиться вычислительные ускорители в виде отдельной карты расширения и конкурировать на рынках GPGPU и высокопроизводительных вычислений с решениями типа Nvidia Tesla и AMD FireStream.

## Описание
Intel Larrabee может рассматриваться как гибрид между многоядерными центральными процессорами (англ. CPU) и графическими процессорами (англ. GPU), так как имеет отличительные особенности от обеих архитектур.
Технология Larrabee основывается на архитектуре x86 и включает в себя ядра от Pentium, в которые добавлена поддержка 64-битных команд и многопоточности. Иерархия его когерентного кэша и совместимость с x86-микроархитектурой делают его похожим на CPU, в то время, как широкий набор векторных SIMD блоков и блоков текстурной выборки делают его похожим на GPU.
Компания планировала оснастить каждое ядро 256 КБ кэш-памяти, чей общий размер будет зависеть от количества ядер. Согласно презентации компании, которая была проведена в Сан-Франциско, число ядер в процессорах предполагалось в пределах от 8 до 48 штук.
Официальные представители компании уже заявили, что первый процессор серии Larrabee будет рассчитан на пользователей персональных компьютеров. Это означает, что новые процессоры появятся в игровых компьютерах, и, в первую очередь, составят сильную конкуренцию графическим платам от компаний AMD и NVIDIA.

## Сравнения с конкурирующими продуктами
Как и графический процессор, Larrabee будет поддерживать рендеринг трёхмерной графики с помощью классической технологии растеризации в играх с использованием Direct3D и OpenGL. Вместе с тем Larrabee будет подходить для вычислений по концепции GPGPU или для задач по потоковой обработке данных. К примеру, Larrabee сможет исполнять трассировку лучей или физические вычисления, как в реальном времени (например, для компьютерных игр), так и в офлайне (например, для научных исследований как часть суперкомпьютера).
Суть предложенной компанией Intel схемы заключается в том, что графический процессор не исполняет роль центрального процессора (при помощи специальных языков), а центральный процессор выполняет задачи графического без каких-либо дополнительных средств и языков, в отличие от аналогичных решений компании Nvidia, и её серии высокопроизводительных видеокарт Tesla.
DreamWorks Animation установила партнёрство с Intel и планирует использовать Larrabee в создании кинофильмов. Генеральный директор DreamWorks Animation Джэффри Кэтзенберг (англ. Jeffrey Katzenberg) заявил, что: «мы далеко продвинулись в модернизации наших программ, чтобы воспользоваться преимуществами Larrabee; и с точки зрения оперативности, гибкости и ёмкости он просто поднимает планку того, что мы можем сделать, не в два или три раза, а в двадцать раз».
Ранние презентации Larrabee подвергались некоторой критике от конкурирующих производителей GPU. На NVISION 08 сотрудник nVidia назвал документ Intel, описывающий Larrabee на SIGGRAPH, «маркетинговым дымом», и процитировал блогера Питера Гласковского (англ. Peter Glaskowsky), который заявил, что архитектура Larrabee похожа на «GPU 2006-го года». На июнь 2009 года утверждалось, что прототипы Larrabee имеют паритет с Nvidia GeForce GTX 285.

### Различия с современными GPU
Larrabee будет отличаться от многих других современных ему GPU благодаря трём основным отличиям:
- Larrabee будет использовать набор x86-инструкций наряду со своим специфичным набором инструкций[11].
- Larrabee будет содержать кэш-память, когерентную со всеми его ядрами[11].
- Larrabee будет иметь очень небольшое количество специализированных компонентов по рендерингу графики. Вместо Z-буферизации, обрезания и смешивания, он будет использовать подход, основанный на тайлах[11].

Данные особенности делают Larrabee более гибким, чем современные графические процессоры. Документ Intel, представленный на SIGGRAPH 2008, описывает некоторые задачи, которые может исполнять Larrabee, но которые затруднительны для исполнения посредством GPU: считывание цели рендеринга (англ. render target read), Order-independent transparency, Irregular Z-buffer и трассировка лучей в реальном времени.
Хотя Larrabee значительно более гибкий, чем текущие GPU, самое новое поколение графических процессоров с поддержкой Direct3D 11 DirectCompute и OpenCL (Radeon R800 и GeForce 300) имеют очень широкие способности в области вычислений общего назначения. Сюда также относится технология CUDA от nVidia.

### Различия с современными CPU
x86-совместимые процессорные ядра Larrabee будут отличаться от процессорных ядер современных ему микропроцессоров от Intel, таких, как Core 2 Duo или Core i7, следующими особенностями:
- x86-совместимые процессорные ядра Larrabee будут базироваться на намного более простой микропроцессорной архитектуре Pentium P54C, которая всё ещё поддерживается для использования во встраиваемых приложениях[12]. P54C-подобное ядро является суперскалярным, но не поддерживает внеочередное исполнение команд (англ. Out-of-order execution). Вместе с тем ядра Larrabee будут обновлены некоторыми современными архитектурными решениями, такими, как поддержка x86-64[11]. Очередное исполнение команд (англ. In-order execution) означает снижение производительности для отдельных ядер, но благодаря этому физический размер ядра существенно снижается. Поэтому на одном кристалле может быть размещено намного больше процессорных ядер, чем на стандартном CPU, что приводит к увеличению общей пропускной способности. Исполнение команд становится более детерминированным, поэтому планирование инструкций и задач могут быть сделаны самим компилятором.
- Каждое ядро Larrabee содержит блок векторного процессора, способный одновременно обработать 16 чисел одинарной точности с плавающей запятой. Это аналогично, но в четыре раза больше, чем могут обработать блоки SSE на наиболее распространённых процессорах x86. Также будут присутствовать дополнительные инструкции Scatter/gather и маска регистров, спроектированная для того, чтобы использование векторного блока было проще и более эффективнее. Мощь Larrabee в работе с числами вытекает как раз с этих векторных блоков[11].
- Larrabee включает одну важную с точки зрения компьютерной графики функцию: блоки выборки текстур. Они производят трилинейную и анизотропную фильтрацию и разжатие текстур[11].
- Larrabee имеет 1024-битную (512 бит в каждом направлении) кольцевую шину для связи между процессорными ядрами и памятью. Эта шина может быть сконфигурирована в двух режимах в зависимости от конкретной конфигурации чипа: для поддержки чипа с менее чем 16-ю ядрами и больше 16-ти ядер[13].
- Larrabee содержит явные инструкции по контролю кэш-памяти, предназначенные для уменьшения процесса «замусоривания» кэша во время потоковых операций, которые записывают и считывают данные только единожды[11]. Явная предвыборка в кэши L2 или L1 также поддерживается.
- Каждое ядро поддерживает 4-направленный одновременный мультитрединг с четырьмя копиями каждого регистра процессора[11].

Теоретически x86-совместимые процессорные ядра Larrabee будут способны исполнять код существующих компьютерных программ для ПК и даже код операционных систем. Однако видеокарта (плата), на которой будет установлен чип Larrabee, не будет содержать все компоненты ПК-совместимых материнских плат; таким образом, операционные системы и программное обеспечение для ПК не смогут работать на Larrabee без модификаций. Различные версии Larrabee могут быть установленными в процессорные сокеты материнских плат с использованием стандарта Intel QuickPath Interconnect, но Intel пока не огласила свои планы касательно этого.

### Сравнение с Cell
Идея «Larrabee» состоит в предоставлении массива простых и небольших ядер, что аналогично идее микропроцессора Cell. Кроме того, есть и другие общие особенности, такие, как использование широкополосной кольцевой шины для обеспечения коммуникаций между ядрами. Однако есть множество существенных различий в реализации, которые делают программирование на «Larrabee» проще, чем на «Cell».
- «Cell» состоит из одного центрального ядра, которое контролирует восемь меньших ядер. Кроме того, центральное ядро способно исполнять код операционной системы. В «Larrabee» все ядра процессора одинаковы и равнозначащие, и операционная система не способна работать на нём.
- Каждое ядро в «Cell» (SPE) имеет локальную память, для которой используются явные операции для обеспечения всего доступа к оперативной памяти. Обычные циклы записи/чтения оперативной памяти не доступны. В «Larrabee» вся память (и внутренняя, и внешняя) находится под автоматическим управлением последовательной иерархии кэша (англ. coherent cache hierarchy), таким образом, все ядра получают одинаковый стандартный доступ ко всей памяти через стандартные инструкции загрузки и сохранения. Однако каждое ядро «Larrabee» имеет 256К локального кэша второго уровня, и другой сегмент кэша имеет более медленный доступ, что чем-то напоминает принципы Cell SPU.

## Спецификации
- Согласно данным, приведённым на презентации Intel от 7 марта 2006 года, Larrabee будет иметь от 8 до 48 ядер. Каждое ядро будет работать на частоте от 1,7 GHz до 2,5 GHz и использовать расширенный набор инструкций X86.
- Larrabee будет доступен на картах с интерфейсом PCI Express 2.0
- Производство будет вестись по техническому процессу 45 нм или 32 нм, а значения TDP будут равны 300 W.
- Возможно, Larrabee также будет доступен в качестве интегрированного процессора в серверных чипсетах Intel[14].

Intel обещали показать Larrabee к концу 2008 года. Larrabee мог бы стать первым в мире серийным чипом, произведённым в рамках 32-нанометрового технологического процесса, но производительность Larrabee в настоящее время заметно ниже чипов AMD и Nvidia, поэтому Intel решила перенести анонс на неопределённое время.

## Прошлое графических чипов Intel
Larrabee — не первая дискретная видеокарта Intel. В конце 1990-х, дочерняя компания Intel, Real3D, разрабатывала графические карты на процессоре Intel I740. Однако, в основном рынок графики для Intel заключался во встроенных графических решениях Intel GMA. Низкая цена и энергопотребление сделали GMA идеальным для использования в бюджетных ноутбуках и офисных компьютерах. Эти решения не способны конкурировать с разработками nVidia и AMD на рынке высокопроизводительных графических адаптеров, а на Larrabee возложена именно эта задача.